# Роток (мікрорайон)
Рото́к — історична місцевість на сході Білої Церкви. Територією Ротка протікає річка Протока. Інша її назва „Роток“.  Більшу частину району займає масив Леваневського - найбільший у місті з населенням 40 000 осіб. Тут також знаходиться залізнична станція Роток.

## Персоналії
Тут народилися:
- Мельник Михайло Минович (1911—1943) — Герой Радянського Союзу.[1];
- Стефанчук Юрій Семенович (1908—1995) — український радянський художники театру.

## Історія
| Біла Церква | Це незавершена стаття про Білу Церкву. Ви можете допомогти проєкту, виправивши або дописавши її. |

І